# Dover (Missouri)
Pour les articles homonymes, voir Dover.
Dover est une ville située dans le comté de Lafayette, dans l’État du Missouri, aux États-Unis. Lors du recensement de 2010, sa population s’élevait à 103 habitants.